# Carmen Román Pastor
Carmen Román Pastor (Alcalá de Henares, 1952) es una historiadora del arte española. 

## Biografía
Actualmente es profesora titular de Historia del Arte en la Escuela Superior de Arquitectura de la Universidad Politécnica de Madrid. En sus trabajos de investigación se ha centrado sobre todo en el urbanismo y la arquitectura de su ciudad natal.

## Obra
Ha publicado numerosos artículos en revistas científicas de tema local, como Anales complutenses editado por la Institución de Estudios Complutenses. Como por ejemplo:
- Alcalá de Henares medieval. Aspectos de su geografía urbana. Estudios Geográficos. 2004; 65(256):497-539.
- Los maestros mayores de obras del colegio mayor de San Ildefonso de la primera mitad del siglo XVIII. Universidad Complutense. Anales Complutenses. 2012; XXIV:63-99. Archivado el 9 de abril de 2016 en Wayback Machine.

Destacan sus libros:
- Sebastián de la Plaza, alarife de la villa de Alcalá de Henares (1979) ISBN 84-500-3300-4
- Guía monumental de Alcala de Henares (1981) ISBN 978-8450049152
- Arquitectura conventual en Alcalá de Henares (siglos XVI-XIX) (1994) ISBN 978-8488293046